# Gare d’Orléans
Gare d’Orléans vasútállomás Franciaországban, Orléans településen.

## Vasútvonalak
Az állomást az alábbi vasútvonalak érintik:
- Aubrais-Orléans–Orléans-vasútvonal
- Orléans-Gien-vasútvonal
- Chartres-Orléans-vasútvonal

## Kapcsolódó állomások
A vasútállomáshoz az alábbi állomások vannak a legközelebb:
- Gare des Aubrais - Orléans (Gare des Aubrais - Orléans, Aubrais-Orléans–Orléans-vasútvonal)
- Gare de La Chapelle-Saint-Mesmin
- Gare de Saint-Jean-de-Braye (Gare de Gien, Orléans-Gien-vasútvonal)
- Gare de Villeneuve-d'Ingré (Gare de Chartres, Chartres-Orléans-vasútvonal)